# 然乌镇
然乌镇是中国西藏自治区昌都地区八宿县下辖的一个镇。

## 行政区划
然乌镇下辖：瓦巴村、然那村、宗巴村、来古村、卡堆村、然乌村、阿日村、雅则村、达巴村、康沙村。